# Laurie (Cantal)
Laurie település Franciaországban, Cantal megyében. Lakosainak száma 84 fő (2022. január 1.). Laurie Auriac-l’Église, Leyvaux, Molèdes, Saint-Étienne-sur-Blesle és Anzat-le-Luguet községekkel határos.

## Népesség
A település népességének változása:
| Lakosok száma | 200  | 160  | 139  | 93   | 103  | 95   | 91   | 93   | 90   | 84   |
|               | 1968 | 1982 | 1990 | 2006 | 2013 | 2015 | 2017 | 2019 | 2020 | 2022 |